# 小池さんの奇妙な生活
「小池さんの奇妙な生活」（こいけさんのきみょうなせいかつ）は、藤子不二雄Ⓐによる日本の読み切り漫画作品。ブラックユーモア短編の1作。1968年『COM』3月号（虫プロ商事）に掲載。

## 物語
小池紳一、は25歳の漫画家独身。一日三度の食事を全て、インスタントラーメンで賄うほどのラーメン好き。しかし漫画は売れず、生活は苦しくなるばかり。一念発起した小池さんは、ラーメン断ちをして傑作を仕上げようとするが……

## 解説
藤子作品の名脇役「小池さん」を主人公とした作品で、主役としては初登場となる。モデルの鈴木伸一と同様に漫画家でラーメンが大好きである。劇中で登場する作品は全て『～～と少年』となっている。
中央公論社『愛蔵版ブラックユーモア短編集 第1巻 不思議町怪奇通り』に収録されているため、ブラックユーモア短編の1作に数えられる。掲載順でいえば本作がブラックユーモア短編の第1作となるが、一般的には次作『黒イせぇるすまん』（『ビッグコミック』同年11月1日号）をもって「ブラックユーモア第1作」と語られることが多い。これは本作に「ブラックユーモア」としての要素が薄いこと、『黒イせぇるすまん』がその後の展開において知名度や自他への影響が大きいこと、などに因するものと思われる。
同様の傾向は藤子・F・不二雄のSF短編においても見られ、発表が先行する「スーパーさん」（SF短編PERFECT版収録）よりも「ミノタウロスの皿」が「SF短編第1作」として語られることが多い。
ちなみに小池さんの初出となった『オバケのQ太郎』のQ太郎がカメオ的に出演している。登場パターンは『オバQ』と同じもの。